# Iseilema macratherum
Iseilema macratherum är en gräsart som beskrevs av Karel Domin. Iseilema macratherum ingår i släktet Iseilema och familjen gräs. Inga underarter finns listade i Catalogue of Life.